# Битва при Пате
Битва при Пате́ (фр. Bataille de Patay, англ. Battle of Patay) — сражение, произошедшее 18 июня 1429 года между французскими и английскими войсками. Сражение стало одним из ключевых моментов финального этапа Столетней войны.

## Предыстория
8 мая 1429 года армия Жанны д’Арк сняла осаду Орлеана, сорвав тем самым английские планы по продвижению на юг Франции. Из-за препятствий, чинимых ей придворными Карла VII, Жанна смогла снова выйти в поход лишь через месяц. Целью французов на этот раз было овладение ключевыми английскими укреплёнными пунктами на Луаре, что позволяло развить наступление на занятый англичанами север страны.
Луарская операция развивалась стремительно. 12 июня французская армия штурмом взяла Жаржо, 15 июня был взят Мён-сюр-Луар, 16 июня — Божанси.
Английская армия под командованием лучшего английского полководца — Джона Тальбота — и сэра Джона Фастольфа выступила к Луаре, стремясь остановить французское наступление.

## Расстановка
Английская армия продвигалась достаточно осторожно, стремясь застать французов врасплох, однако случай помог тем раскрыть местоположение англичан. Разведчики французов услышали громкие охотничьи крики английских солдат при виде пробежавшего мимо них оленя.
Французы решили атаковать сразу, не дав англичанам как следует подготовиться к битве. Ставка была сделана на мощную атаку тяжёлой конницы, несмотря на то, что такая тактика привела к поражениям при Креси и Азенкуре. Авангард армии возглавляли Этьен де Виньоль по прозвищу Ла Гир и Потон де Сентрайль; в основной части армии находились Жанна д’Арк, герцог Алансонский, граф Дюнуа и коннетабль Ришмон.
Английская армия также использовала традиционное для себя построение — впереди отряд лучников, за ним авангард под командованием Тальбота, ещё далее — отряд Фастольфа. Англичане заняли позиции на старой римской дороге на Жанвиль, в месте её пересечения с дорогой Пате — Орлеан. Из-за недостатка времени англичане не успели полностью развернуть линию лучников и авангард, что было одной из причин катастрофы.

## Битва
Первым же ударом авангард французов опрокинул лучников, удачно воспользовавшись беспорядком в их рядах и атаковав их сразу с трёх сторон. После короткого боя с авангардом под командованием Тальбота англичане были разбиты, а Тальбот попал в плен. Отрядом Фастольфа при виде поражения авангарда овладела паника, и они бросились бежать, так что подошедшим основным французским частям осталось только преследовать убегающих.

## Последствия
Разгром англичан был полным, более половины солдат было убито, ранено и пленено, остальные рассеяны. Потери французов не превышали 100 человек. Битва при Пате явилась своего рода «отражением» битвы при Азенкуре.
Тальбот попал в плен, где пробыл до 1433 года. Фастольф бежал с поля боя с кучкой солдат. Впоследствии в Англии многие считали его трусом и главным виновником поражения при Пате. Вероятно, именно он послужил прототипом для персонажа Шекспира — трусливого хвастуна Фальстафа.
Моральное значение победы при Пате было ещё больше военного. Исход битвы вызвал небывалый патриотический подъём и вселил во французов надежду на скорый конец английского могущества. Англичане и их союзники были напуганы настолько, что в последовавшем за сражением «бескровном походе» на Реймс сдавали французам город за городом без единого выстрела. Битва при Пате, наряду со снятием осады Орлеана и коронацией Карла VII в Реймсе, стала переломным моментом Столетней войны, приведшим к изгнанию англичан из Франции.

## Первоисточники
- Journal de Siège d`Orléans et du Voyage de Reims см. также перевод: Дневник Орлеанской осады и путешествия в Реймс/Июнь 1429 г.
- The chronicles of Enguerrand de Monstrelet. Chapter LXI. P.554-555